# Heidi Gerhard
Heidi Gerhard (* 3. Januar 1941 in Stralsund als Heidi Edelstein) ist eine ehemalige deutsche Sprinterin, die sich auf den 400-Meter-Lauf spezialisiert hatte.
1970 wurde sie Deutsche Vizemeisterin in der Halle und Dritte bei den Deutschen Meisterschaften (mit ihrer persönlichen Bestzeit von 53,89 s).
Bei den Halleneuropameisterschaften 1970 in Wien gewann sie mit der bundesdeutschen Mannschaft in der Besetzung Elfgard Schittenhelm, Christa Merten und Jutta von Haase die Silbermedaille in der gemischten Staffel. Unter freiem Himmel belegte sie beim Leichtathletik-Europacup 1970 den zweiten Platz mit der 4-mal-400-Meter-Staffel. Insgesamt trat sie 1970 viermal im Nationaltrikot der Bundesrepublik Deutschland an.
Heidi Gerhard startete bis 1965 für SVA Gütersloh, von 1966 bis 1968 für LC Dortmund und ab 1969 für den OSC Dortmund.